# Вулиця Сінна (Полтава)
Вулиця Сінна — одна з історичних вулиць Полтави.

## Історія
Сучасний майдан Незалежності розташований між вул. Соборності та Театральною. З поч. XIX ст. тут була Ярмаркова площа, яка пізніше стала називатися Сінною. Вона займала значно більшу територію і простягалася аж до сучасної вул. Юліана Матвійчука. Тривалий час площа носила ім’я Фелікса Дзержинського, а наприкінці 1990-х рр. перейменована на майдан Незалежності.	
Куракінська вулиця перетинала велику Сінну (Ярмаркову) площу — заміський вигін, де активно йшла торгівля фуражем, дровами, сіном, городиною, ковальськими та гончарними виробами. Ярмаркова площа тривалий час не забудовувалася. З 1852 по 1917 р. на ній діяв Полтавський іподром, заснований з ініціативи Полтавського товариства випробування коней (тепер це територія стадіону «Ворскла»). У 1910 р. З іподрому вперше в полтавське небо піднявся аероплан «Фарман» авіатора С. Уточкіна. Згодом тут насадили романівський парк. 1894 р. На Сінній площі була споруджена Троїцька церква. 1897 р. За ініціативою поміщика Г. Галагана звели двоповерховий будинок ремісничого училища, що готувало техніків і ремісників для сільського господарства (нині вул. Юліана Матвійчука, 56). З 1947 р. У цьому приміщенні розмістився Полтавський технікум м'ясної промисловості. У довоєнні роки на Сінній площі також діяв танкодром РСА і розташовувався штаб 25-ї Чапаєвської дивізії. З початку 1950-х рр. Сінна площа стала місцем проведення постійної виставки досягнень народного господарства Полтавської області, для якої звели ряд виставкових павільйонів та торговельних споруд. На території, відведеній під ВДНГ, у 1950 р. Було встановлено пам'ятник Й. Сталіну (демонтований у 1956 р.). Нині на цьому місці стоїть будинок Полтавської обласної ради і облдержадміністрації.

## Галерея

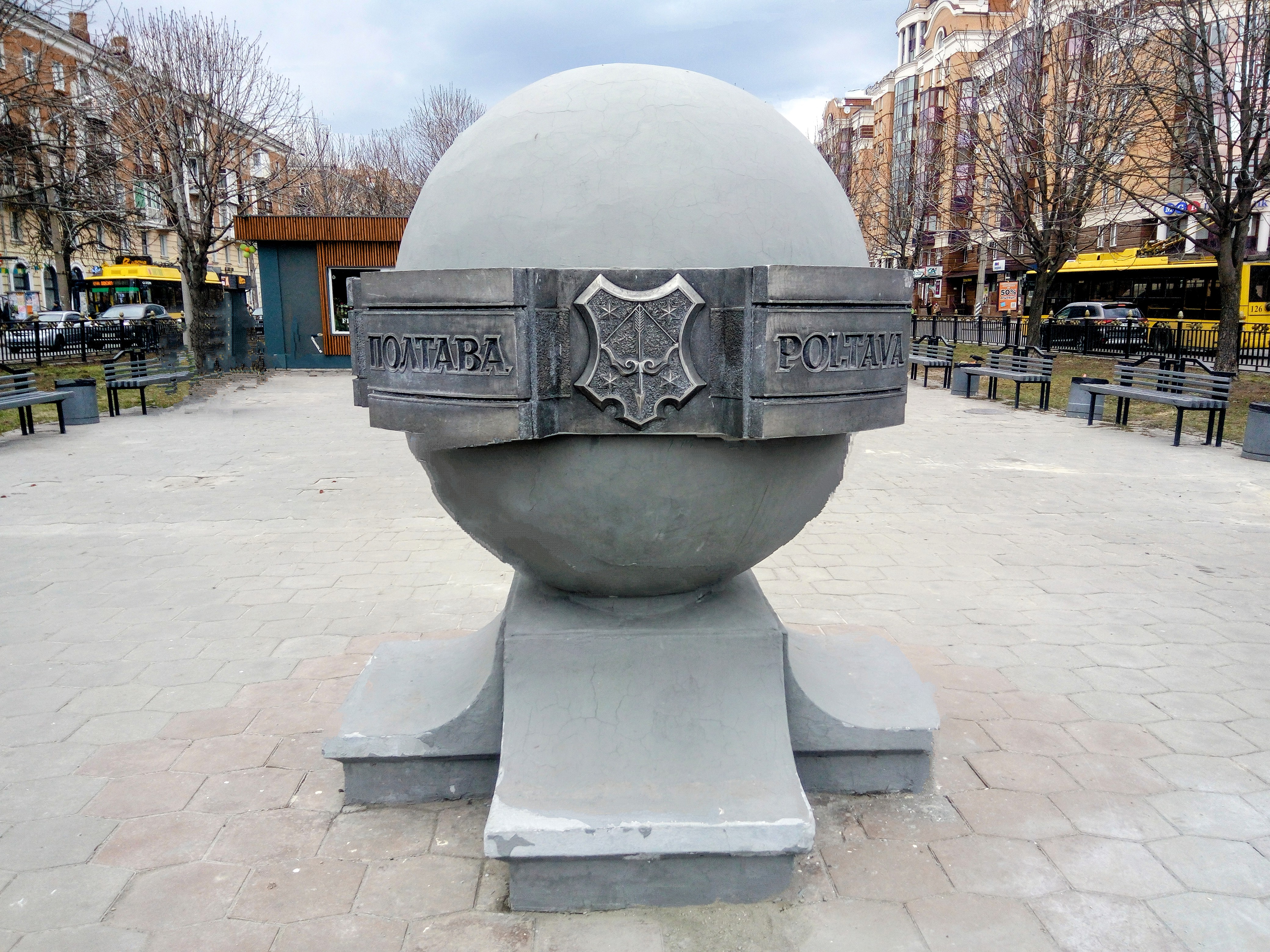
Пам'ятник "1100 років Полтаві" на перехресті Сінної та Соборності
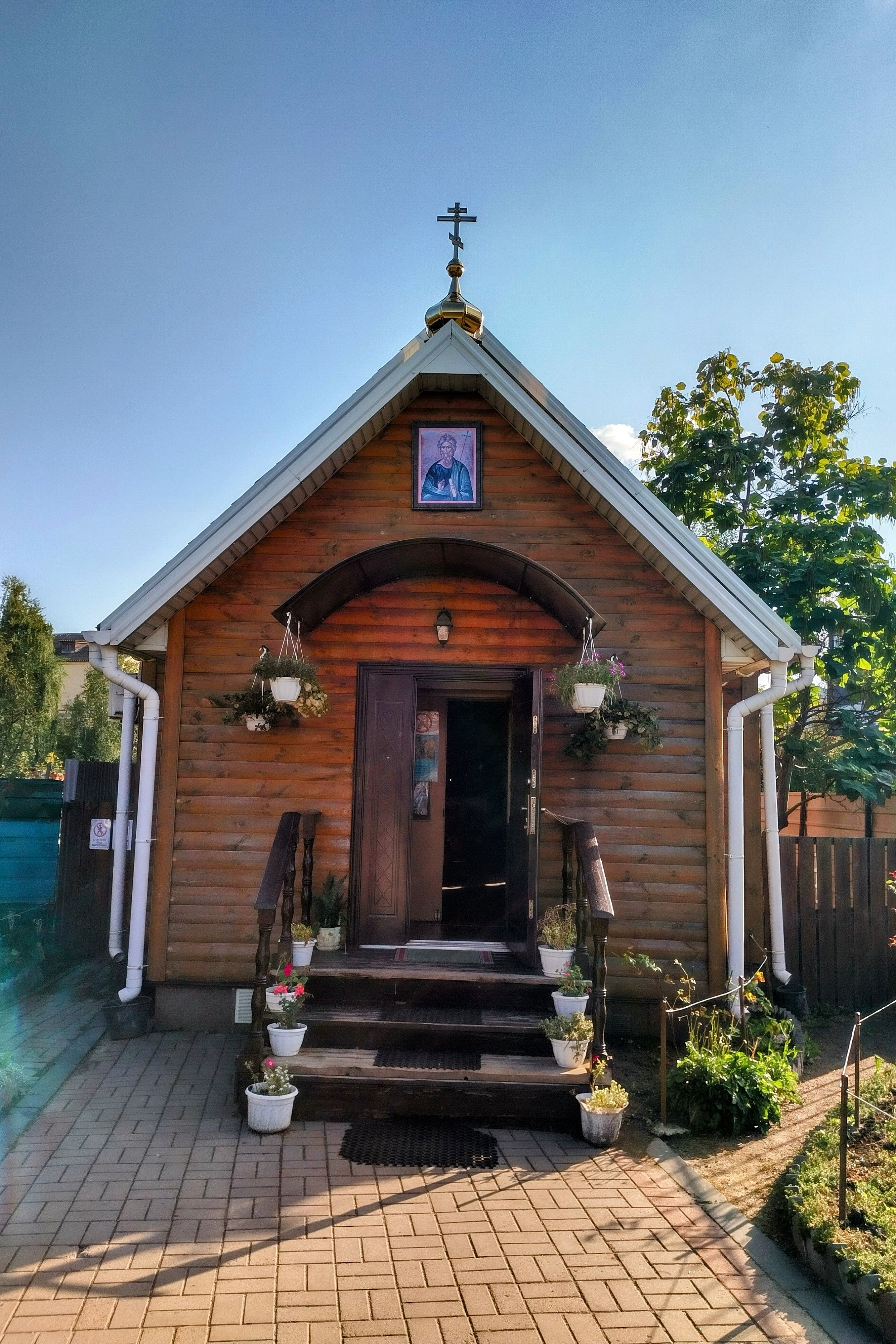
Свято-Андріївська церква (вул. Сінна, 3-А)
Полтавська міська мечеть